# Holovousy (district de Plzeň-Nord)
Pour les articles homonymes, voir Holovousy.
Holovousy (en allemand : Holofaus) est une commune du district de Plzeň-Nord, dans la région de Plzeň, en République tchèque. Sa population s'élevait à 53 habitants en 2022.

## Géographie
Holovousy se trouve à 31 km au nord-est de Plzeň et à 61 km à l'ouest-sud-ouest de Prague.
La commune est limitée par Slatina au nord, par Chříč et Studená à l'est, par Hlince au sud, par Všehrdy et Kožlany à l'ouest.

## Histoire
La première mention écrite de la localité date du XVe siècle.

## Transports
Par la route, Holovousy se trouve à 11 km de Kralovice, à 40 km de Plzeň et à 80 km de Prague. 